# 若林和弘
若林 和弘（わかばやし かずひろ、1964年〈昭和39年〉12月20日 - ）は、日本のアニメーション音響監督。東京都出身。本名は林 和弘（はやし かずひろ）。

## 来歴・人物
幼い頃から「早く自分でお金を稼ぎたい」という願望があったため、17歳の時に家を出て、たくさんのアルバイトをしていた。
その中の一つだったニュージャパンフィルムスタジオで働いていた際に当時『うる星やつら』の音響監督だった斯波重治と出合い、数年後斯波から仕事に誘われたことが音響の道に進むきっかけであった。
音響監督としての初作品は1990年の永野あかねの漫画『猫でごめん!』のイメージ・アルバムである。その後、テクノサウンド・オムニバスプロモーションを経てフリーになった後、2004年5月7日に有限会社フォニシアを設立。2013年春には同社を解散し、屋久島へ転居。以後はフリーとして活動を続ける。
宮崎駿、押井守などの大作劇場アニメーションの音響監督をすることが多かった。スタジオジブリ作品参加時では本名の林 和弘名義を使う。「若林」の由来はかつて現場に同じ林の姓で年長のスタッフがいた為、若い方の林、若林と呼ばれるようになったことから。
音響制作では、近年スケジュールの関係から画面に色がつくことの少ないダビング作業において、オールカラーでの作業を制作スタッフに希望する傾向がある。未完成の映像に音をつけた場合、
動きと動きを繋ぐ動画が入っていないので、完成品は音がズレてしまうことが多い。映像に違和感のない整合性をもたせた音を付けるために、オールカラーでの希望を出している。

## 作品リスト
※ 特記のない限り全て音響監督としての参加

### テレビアニメ
1989年
- ジャングル大帝（録音制作）
- らんま1/2シリーズ（録音演出補）

1991年
- 満ちてくる時のむこうに（録音演出助手）

1992年
- 姫ちゃんのリボン
- スーパーヅガン

1994年
- BLUE SEED

1995年
- 鬼神童子ZENKI（録音演出）

1996年
- 天空のエスカフローネ

1997年
- ネクスト戦記EHRGEIZ
- みすて♡ないでデイジー

1998年
- AWOL -Absent Without Leave-
- 南海奇皇
- 魔法のステージファンシーララ

2000年
- ギブリーズ

2002年
- 攻殻機動隊 STAND ALONE COMPLEX

2003年
- WOLF'S RAIN

2004年
- 攻殻機動隊 S.A.C. 2nd GIG
- KURAU Phantom Memory
- お伽草子
- 風人物語

2005年
- ジンキ・エクステンド
- 交響詩篇エウレカセブン

2006年
- 桜蘭高校ホスト部
- xxxHOLiC
- Project BLUE 地球SOS
- 攻殻機動隊 STAND ALONE COMPLEX Solid State Society

2007年
- 精霊の守り人
- DARKER THAN BLACK -黒の契約者-

2008年
- true tears
- ソウルイーター
- xxxHOLiC◆継
- 薬師寺涼子の怪奇事件簿

2009年
- DARKER THAN BLACK -流星の双子-
- 東のエデン

2010年
- 侵略!イカ娘
- STAR DRIVER 輝きのタクト

2011年
- 青の祓魔師
- うさぎドロップ
- 侵略!?イカ娘 ※原口昇との連名
- よんでますよ、アザゼルさん。

2012年
- エウレカセブンAO
- CØDE:BREAKER
- 絶園のテンペスト
- ROBOTICS;NOTES

2013年
- RDG レッドデータガール
- よんでますよ、アザゼルさん。Z

2014年
- キャプテン・アース
- ソウルイーターノット!
- 七つの大罪
- ばらかもん

2015年
- 赤髪の白雪姫

2016年
- クロムクロ
- 文豪ストレイドッグス
- モブサイコ100

2018年
- 七つの大罪 戒めの復活
- はねバド!

2019年
- モブサイコ100 II

2021年
- ゴジラ S.P ＜シンギュラポイント＞
- ヴァニタスの手記

2023年
- 火狩りの王
- アンデッドガール・マーダーファルス

### OVA
1989年
- 御先祖様万々歳!（録音演出助手）

1990年
- CBキャラ 永井豪ワールド（音響演出補）
- デビルマン 妖鳥死麗濡編（録音監督助手）

1991年
- 究極超人あ〜る（録音演出補）
- 有閑倶楽部（音響監督補）

1993年
- ふぁんたじあ

1994年
- おいら宇宙の探鉱夫（録音演出）
- 爆炎CAMPUSガードレス（録音演出）

1996年
- 元祖 爆れつハンター
- パンツァードラグーン
- BLUE SEED2
- 魔法使いTai!

1997年
- 鬼神童子ZENKI外伝〜黯鬼奇譚〜（録音演出）
- ジャングルDEいこう!

1998年
- ジオブリーダーズ 魍魎遊撃隊 File-X ちびねこ奪還
- 鉄拳 -TEKKEN-（録音演出）

2003年
- ハートカクテルアゲイン

2009年
- xxxHOLiC春夢記

2010年
- xxxHOLiC・籠
- よんでますよ、アザゼルさん。

2011年
- xxxHOLiC・籠 あだゆめ

2012年
- わんおふ -one off- ※原口昇との連名
- 文豪ストレイドッグス 独り歩む

### 劇場アニメ
1989年
- 機動警察パトレイバー the Movie（録音演出助手）

1990年
- MAROKO 麿子（録音演出助手）

1991年
- らんま1/2 中国寝崑崙大決戦! 掟やぶりの激闘篇!!（録音アシスタント）

1995年
- KAZU＆YASU ヒーロー誕生
- GHOST IN THE SHELL / 攻殻機動隊

1997年
- もののけ姫

1999年
- ホーホケキョ となりの山田くん
- 人狼 JIN-ROH

2001年
- 千と千尋の神隠し
- くじらとり

2002年
- ミニパト
- ギブリーズ episode2
- 猫の恩返し
- コロの大さんぽ
- 空想の機械達の中の破壊の発明
- 空想の空飛ぶ機械達

2004年
- イノセンス
- ハウルの動く城

2005年
- 劇場版xxxHOLiC 真夏ノ夜ノ夢
- 劇場版ツバサ・クロニクル 鳥カゴの国の姫君
- 銀色の髪のアギト

2006年
- 立喰師列伝
- ゲド戦記

2007年
- ストレンヂア 無皇刃譚

2008年
- スカイ・クロラ The Sky Crawlers

2009年
- 交響詩篇エウレカセブン ポケットが虹でいっぱい
- テイルズ オブ ヴェスペリア 〜The First Strike〜
- 東のエデン 劇場版I The King of Eden

2010年
- 東のエデン 劇場版II Paradise Lost

2011年
- トワノクオン

2012年
- 青の祓魔師 ―劇場版―
- 花の詩女 ゴティックメード
- ももへの手紙

2013年
- スタードライバー THE MOVIE

2017年
- 交響詩篇エウレカセブン ハイエボリューション1
- 劇場版 はいからさんが通る 前編 〜紅緒、花の17歳〜

2018年
- 劇場版 文豪ストレイドッグス DEAD APPLE
- さよならの朝に約束の花をかざろう

2021年
- 劇場版 七つの大罪 光に呪われし者たち

### Webアニメ
2005年
- The King of Fighters: Another Day
- リーンの翼

2013年
- 恋旅〜True Tours Nanto

2020年
- ぶらどらぶ

2021年
- 青い羽みつけた!

### 実写映画
2001年
- アヴァロン

2007年
- 真・女立喰師列伝

2008年
- 斬〜KILL〜

2009年
- ASSAULT GIRLS

2010年
- 28 1/2 妄想の巨人

2015年
- THE NEXT GENERATION パトレイバー 首都決戦（音響デザイン）

2016年
- ガルム・ウォーズ

### ラジオドラマ
- 押井守シアター ケルベロス鋼鉄の猟犬

### ゲーム
1994年
- ワンダープロジェクトJ 機械の少年ピーノ

2023年
- BLUE PROTOCOL

### その他
- 夢見る山（愛知万博共同館で上映された押井守演出作品）

## 註
1. 1 2 3  “デジタルハリウッド大学公開講座 宮崎駿、押井守らと数々の名作を生み出したプロが語る「アニメに命を吹き込む音響監督、若林和弘の仕事」＜要事前申し込み、参加無料＞”.   デジタルハリウッド (2015年4月27日). 2025年4月21日閲覧。
2. 1 2 3  『すごい! アニメの音づくりの現場』雷鳥社、2007年9月、154-184頁。ISBN 978-4-8441-3491-6。
3. ↑  “NHKラジオ第1 特集番組一覧 「森の音に還（かえ）る 音響監督・若林和弘 会社をたたむ」”.  NHK ONLINE. 2013年8月13日閲覧。
4. ↑  “はねバド！　音響監督・若林和弘×音響効果・山田香織 インタビュー”. (2018年7月13日) 2018年7月16日閲覧。
5. ↑  “西村純二×押井守が贈るアニメ『火狩りの王』2023年1月放送・配信！”. アニメージュ+. (2022年9月21日) 2022年9月21日閲覧。
6. ↑  “スタッフリスト”. BLUE PROTOCOL.  バンダイナムコエンターテインメント. 2023年8月8日閲覧。